# Arthur Oldham
Arthur William Oldham OBE (6 de setembre de 1926 - 4 de maig de 2003) va ser un compositor i director de cor anglès. Va fundar el Cor del Festival d'Edimburg el 1965, el Cor de l'Orquestra de París el 1975 i el Cor de la Concertgebouw Orchestra a Amsterdam el 1979. També va treballar amb el cor de l'Scottish Opera1966–74 i va dirigir el London Symphony Chorus 1969. –76. Pel seu treball amb el cor LSO, va guanyar tres premis Grammy. Fou també compositor, principalment d'obres religioses, però també ballet i òpera.